# Караимская улица (Евпатория)
Караимская улица — улица в старой части города Евпатории. Исторически связана с местом компактного проживания караимов. Является ключевым звеном современного пешеходного туристического маршрута «Малый Иерусалим».

## Расположение
Берёт своё начало от улицы Караева и заканчивается улицей Дмитрия Ульянова. Пересекается улицами Тучина, Училищной, Красноармейской и Героев Десанта.

## История
Караимская улица была важной транспортной и торговой артерией средневекового Гёзлева. Она проходила в пределах крепостных стен Гёзлева, прорезая всю восточную часть старого города от восточных ворот «Одун-базар капусы» (Дровяного базара, на пересечении улиц Караимской и Караева) до северных ворот «Ак-мулла капусы» (ворота Белого муллы, находились на перекрёстке с современной улицей Дмитрия Ульянова). На плане 1784 года видно, что на отрезке современной улицы Караимской от ворот Дровяного базара до пересечения с современной улицей Красноармейской находилось четыре постоялых двора — хана, а обе стороны улицы были заняты «купеческими лавками с товаром», слесарными и кузнечными рядами.
Ещё в начале XX века улица была одной из градообразующих линий.
Наиболее раннее свидетельство пребывания караимов в Евпатории относятся к XVI веку, но интенсивное заселение города караимами происходило в течение XVIII — XIX веков в связи с выселением христианского населения (армян и греков), эмиграцией части крымских татар и становлением Евпатории как центра религиозной, культурной и деловой жизни караимского народа. До середины XIX века караимы селились преимущественно в северо-восточной части города, в районе современной улицы Караимской. В 1807 и 1815 годах на улице были построены большая и малая кенассы — культовые сооружения караимов.
В советское время улица Караимская переименована в честь заместителя председателя Евпаторийского ревкома Василия Гордеевича Матвеева. Историческое название возвращено в 1993 году.
В 2005—2007 годах улица была реконструирована.

## Здания и сооружения
- д. 6 — купеческая синагога, главная еврейская синагога Евпатории, построенная на средства купцов
- д. 43-а — турецкая баня (1899—1900 гг.)  Объект культурного наследия народов РФ регионального значения. Рег. № 911710938580005 (ЕГРОКН)
- д. 46 — жилой дом С. М. Бота (конец XIX в.). Здание занимает молитвенный дом христиан веры евангельской  Объект культурного наследия народов РФ регионального значения. Рег. № 911710938600005 (ЕГРОКН)
- д. 48 — жилой дом семьи Бота (конец XIX в.)  Объект культурного наследия народов РФ регионального значения. Рег. № 911710938610005 (ЕГРОКН)
- д. 53 — жилой дом Хаджи-Аги Бобовича (XVIII в.)  Объект культурного наследия народов РФ регионального значения. Рег. № 911710938620005 (ЕГРОКН)
- д. 57 (угол с ул. Водоразборной, 12) — Уездное присутствие по воинским делам (дом купца Вульфа) (конец XIX в.)  Объект культурного наследия народов РФ регионального значения. Рег. № 911710938630005 (ЕГРОКН)
- д. 66 — дом, где жил Евгений Борисович Ефет (1909—1941) — капитан 3-го ранга, командир эсминца «Гордый», участник советско-финской и Великой Отечественной войн[10]
- д. 68 — караимские кенассы, культовое сооружение караимов, одного из малочисленных народов Крыма. Комплекс создан в конце XVIII — начале XIX века в центре средневековой Евпатории  Объект культурного наследия народов РФ федерального значения. Рег. № 911520359940006 (ЕГРОКН). По этому адресу также находится:

- Караимское начальное учебное заведение — мидраш (начало XX в.). Сегодня в здании располагаются Музей истории и этнографии крымских караимов имени С. И. Кушуль и кафе национальной караимской кухни «Караман»  Объект культурного наследия народов РФ регионального значения. Рег. № 911720938640005 (ЕГРОКН).

## Памятники и скульптуры
- Памятник императору Александру I — установлен не ранее апреля 1853 года по инициативе Таврического и Одесского караимского гахама Симы Бобовича во дворе комплекса кенасс в ознаменование их посещения 1 ноября 1825 года императором Александром I. Выполнен в виде стелы из белого мрамора в стиле позднего ампира, увенчанной позолоченным бронзовым двуглавым орлом с расправленными крыльями[11].

## Мемориальные доски
- На стене дома № 45 — посвящена Владимиру Высоцкому. Открыта 25 декабря 2016 года со следующим текстом: «На улицах старой Евпатории в 1972 году певец, поэт, актёр Владимир Высоцкий снимался в фильме «Плохой хороший человек» режиссёра И. Е. Хейфица»[12].
- На фасаде дома № 53 — в честь пребывания в этом доме летом 1825 года польского поэта Адама Мицкевича. Установлена в 2002 году со следующим текстом: «Здесь, в доме главы крымских караимов Хаджи Аги Бабовича, 27—28 июня (9—10 июля по н. ст.) 1825 года останавливался великий польский поэт Адам Мицкевич (1798—1855)»[13].
- В виноградном дворе караимских кенасс — в честь посещения комплекса кенасс 16 (29) мая 1916 года императором Николаем II и его семьёй. Открыта по инициативе караимского общества Евпатории 16 мая 2016 года во время визита главы „Российского императорского дома в изгнании“ Марии Романовой и её сына Георгия Романова[14].
- На фасаде дома № 66 — в память о проживавшем в этом доме военном моряке Евгении Ефете. Открыта 11 сентября 2020 года[15][16].